# Palacio de los Villagómez (Villagómez la Nueva)
El palacio de los Villagómez se encuentra en la población de Villagómez la Nueva, provincia de Valladolid (Castilla y León, España). En la actualidad todavía se pueden ver sus restos. Se ubica dentro del casco urbano de la localidad, donde se mantiene, a duras penas en pie, la puerta monumental con imafrontes en la que pueden verse los escudos de armas de la mencionada familia.

## Historia

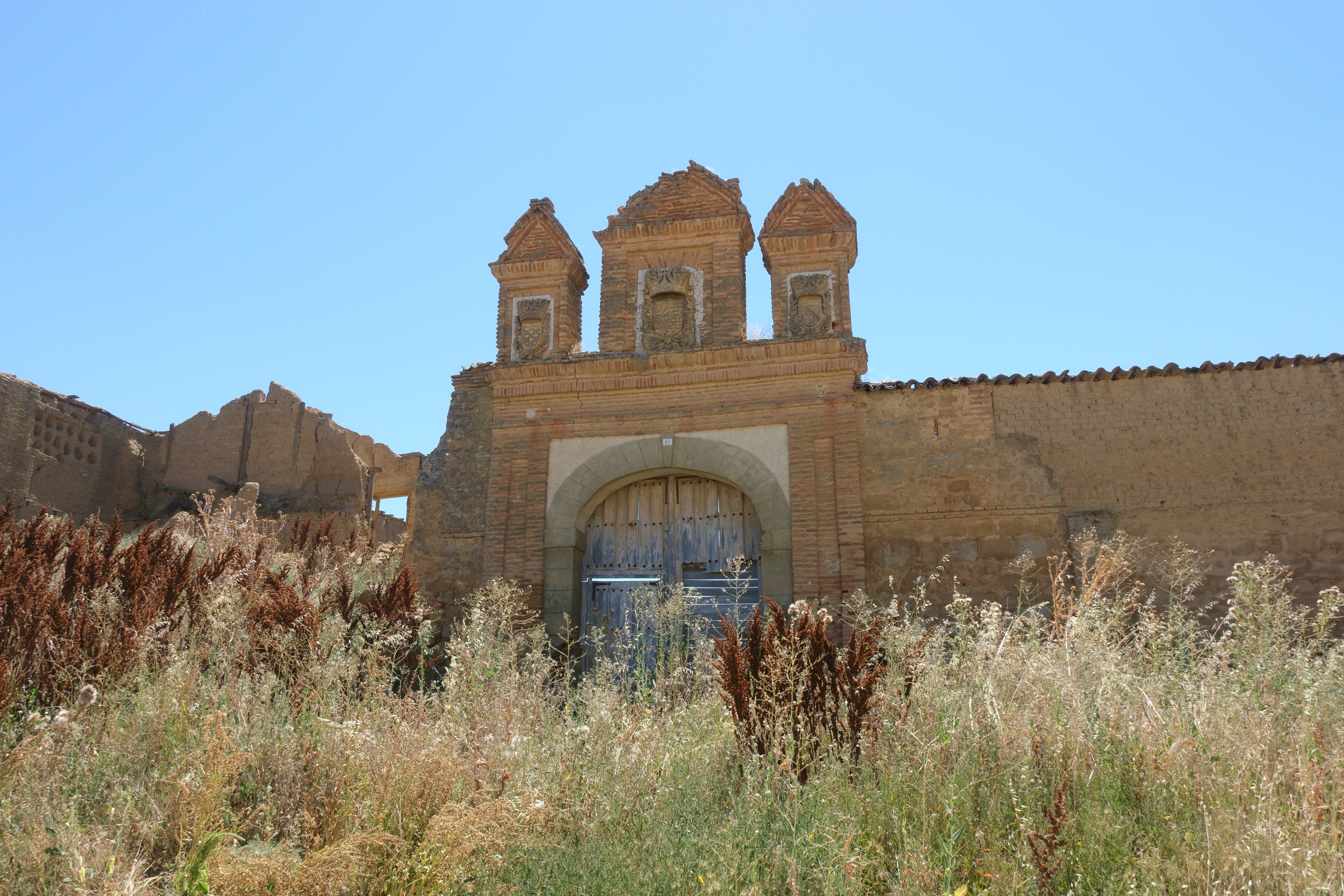
Restos del palacio.

Data del siglo XV. Fue transformado en el siglo XVII.